# Damian Saunders
Damian Stewart Saunders (Waterbury, 1º novembre 1988) è un ex cestista statunitense, professionista nella NBDL.